# Нгуен Нгок Лоан
Нгуен Нгок Лоан (вьет. Nguyễn Ngọc Loan; 11 декабря 1930, Хюэ — 14 июля 1998, Берк, Виргиния) — южновьетнамский бригадный генерал, начальник полиции Южного Вьетнама, получивший известность после того, как расстрелял партизана НФОЮВ на глазах у западных журналистов.

## Карьера
Нгуен Нгок Лоан родился 11 декабря 1930 года в зажиточной семье инженера в Хюэ, в которой был одним из 11 детей. После окончания университета Хюэ он поступил на военную службу и стал боевым пилотом ВВС Южного Вьетнама. Во время службы Лоан стал другом командующего ВВС Нгуена Као Ки. В 1965 году Ки стал премьер-министром страны, и сразу назначил своего друга начальником южновьетнамской полиции. Среди иностранных журналистов Нгуен Нгок Лоан получил известность благодаря своим темпераментным выступлениям на местах проведения активистами НФОЮВ терактов против гражданского населения.

## Расстрел
30—31 января 1968 года в Южном Вьетнаме началось первое широкомасштабное наступление сил НФОЮВ и северовьетнамской армии, известное как Тетское наступление. Одной из главных целей наступления была столица страны Сайгон, в котором развернулись уличные бои.
1 февраля, на второй день наступления, Нгуен Нгок Лоан (тогда уже имевший звание бригадный генерал) находился возле буддистской пагоды Ан-Куонг, только что очищенной от партизан южновьетнамскими войсками. Рядом с ним случайно оказались фотокорреспондент «Ассошиэйтед Пресс» Эдди Адамс и оператор NBC Во Суу, ставшие свидетелями следующей сцены. Южновьетнамские морские пехотинцы подвели к генералу захваченного в плен 36-летнего активиста НФОЮВ Нгуена Ван Лема (вьет. Nguyễn Văn Lém); как сообщалось, он был схвачен возле канавы, в которой лежали тела связанных и убитых полицейских и членов их семей. Цифры убитых разнятся; по некоторым данным, среди них был и заместитель генерала. Нгуен Нгок Лоан, не говоря ни слова, достал револьвер и направил его на партизана. Адамс и Во Суу приготовились к съемке, ожидая, что последует обычная для южновьетнамской полиции процедура допроса с угрозами оружием, но вместо этого Лоан застрелил партизана.

## Жизнь после фотографии

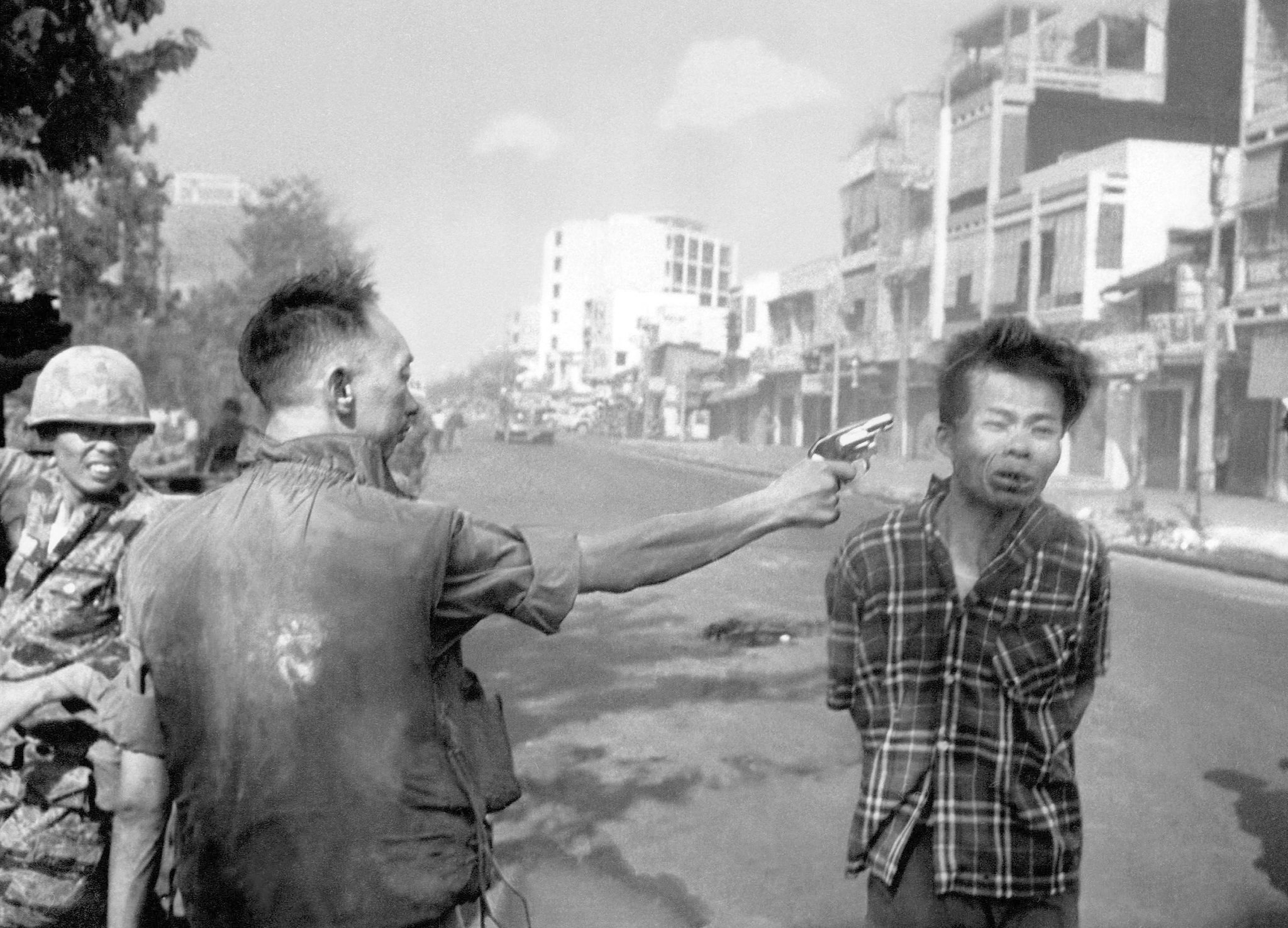
Казнь Нгуена Ван Лема в Сайгоне

Сделанная Эдди Адамсом фотография расстрела Нгуеном Нгок Лоаном партизана стала одной из самых знаменитых фотографий Вьетнамской войны и символом жестокости гражданской войны. Факт расстрела военнопленного без суда и следствия, произведенного к тому же начальником полиции Южного Вьетнама, вызвал волну негодования в кругах интеллигенции, а фотография широко использовалась антивоенным движением.
В 1968 году Лоан получил ранение. Он был отправлен на лечение в Австралию, но там его прибытие вызывало такое негодование, что его отправили в военный госпиталь в США. Ранение оказалось тяжелым, правую ногу Лоана пришлось ампутировать, после чего он был отправлен в отставку.
По мнению тех, кто близко знал Лоана, он демонстративно расстрелял партизана только из-за того, что поблизости оказались иностранные журналисты. Сам Лоан после своего ранения и ухода в отставку основную часть времени посвящал раздаче подарков бездомным детям в домах беспризорных . В 1975 году, перед падением Сайгона, он просил американцев помочь ему бежать из страны, но получил отказ. Ему все же удалось бежать с семьёй за границу, впоследствии он перебрался в США.
В Америке Лоан обосновался в штате Виргиния, где открыл пиццерию. Вскоре бизнес бывшего генерала пришел в упадок. На стене его пиццерии неизвестные написали: «Мы знаем, кто ты».
Генерал Лоан умер от рака 14 июля 1998 года, оставив жену Чинь Май и пятерых детей. Эдди Адамс, отказавшийся от престижной Пулитцеровской премии за свою знаменитую фотографию, успел принести извинения Лоану и его семье за снимок, изменивший жизнь генерала. После смерти Лоана Адамс написал: «Этот парень был героем. Америка должна была бы плакать. Для меня ужасно видеть, что он ушел таким образом, когда никто ничего о нём не знает».